# Biblioteca Cochrane
La Biblioteca Cochrane (The Cochrane Library) es el principal producto de la Colaboración Cochrane. Es una publicación electrónica que se actualizada cada tres meses. Se distribuye mediante suscripción anual en CD o a través de  Internet.
La Biblioteca Cochrane es una colección de bases de datos sobre ensayos clínicos controlados en medicina y otras áreas de la salud relacionadas con la información que alberga la Colaboración Cochrane.
La versión en español, Cochrane Library Plus, solo puede consultarse en Internet, y es de acceso gratuito desde España.

## Origen
En 1972 el epidemiólogo británico Archie Cochrane llamó la atención sobre la enorme dificultad que tienen todos los implicados en las tomas de decisiones sobre cuidados de salud para tener acceso a la investigación clínica que debe fundamentar esa toma de decisiones. En 1974 se comenzó un registro de los ensayos clínicos sobre la atención al embarazo y al parto. En 1985 el registro contenía en torno a 3500 referencias de ensayos clínicos que habían permitido preparar 600 revisiones para proporcionar la mejor prueba disponible para la toma de decisiones en ese campo. A. Cochrane sugirió que otras especialidades deberían seguir el mismo ejemplo. La Colaboración Cochrane se considera como la respuesta a esa invitación.
Las principales bases de datos que incluye son:
1. La Cochrane Database of Systemic Reviews (CDSR) (La Base de Datos Cochrane de Revisiones Sistemáticas).
2. La Database of Abstracts of Reviews of Effectiveness (DARE) (La Base de Datos de Resúmenes de Revisiones de Efectividad ).
3. La Cochrane Controlled Trials Register (CCTR) (El Registro Central Cochrane de Ensayos Controlados).[4]
4. La Cochrane Review Methodology Database (CRMD) (La Base de Datos Cochrane de Revisiones de Metodología).

## La base de datos Cochrane de revisiones sistemáticas
Las revisiones Cochrane adoptan el formato de estudios metodológicos completos. Los investigadores de Cochrane realizarán búsquedas en bases de datos médicas y de salud, incluidas MEDLINE / PubMed , EMBASE , PsycINFO , CINAHL ., etc.; una base de datos de ensayos continuamente actualizada llamada Registro Cochrane Central de Ensayos Controlados (Cochrane Central Register of Controlled Trials, CENTRAL); búsqueda manual, donde los investigadores revisan bibliotecas enteras de revistas científicas a mano y; verificación de referencias de los artículos obtenidos para identificar estudios adicionales que sean relevantes para la pregunta que intentan responder. La calidad de cada estudio se evalúa cuidadosamente mediante criterios predefinidos y en la revisión se informa la evidencia de una metodología débil o la posibilidad de que un estudio pueda haber estado afectado por sesgo.
Luego, los investigadores de Cochrane aplican el análisis estadístico para comparar los datos de los ensayos. Esto crea una revisión de estudios, o una revisión sistemática , que brinda una visión integral de la eficacia de una intervención médica en particular. Las reseñas terminadas están disponibles como un informe completo con diagramas, en forma resumida o como un resumen en lenguaje sencillo, con el fin de satisfacer a todos los lectores de la reseña.